# Persea hemsleyi
Persea hemsleyi là loài thực vật có hoa trong họ Nguyệt quế. Loài này được (Nakai) Kosterm. miêu tả khoa học đầu tiên năm 1962.